# Benny Benjamin
William „Benny“ Benjamin (* 25. Juli 1925 in Detroit, Michigan; † 20. April 1969 ebenda) war ein US-amerikanischer Session-Schlagzeuger, der mit seiner Arbeit für Motown in den 1960er Jahren Berühmtheit erlangte.

## Leben
Benjamin hatte in den vierziger und fünfziger Jahren bereits bei einigen Big Bands gespielt, bevor er Motowns erster Session-Drummer wurde. Zusammen mit James Jamerson bildete er den Kern der Funk Brothers, Motowns legendärer Studio-Band. Einige Produzenten des Detroiter R&B-Labels, darunter auch Berry Gordy selbst, weigerten sich sogar eine Aufnahme zu machen, solange nicht Jamerson und Benjamin die Rhythmus-Sektion bildeten.
Zu den Hits, die Benjamin begleitete, gehören unter anderem Dancing in the Streets von Martha & the Vandellas, Do You Love Me von den Contours, Baby Love und My World Is Empty Without You von den Supremes, Get Ready von den Temptations, Going to a Go-Go und Shop Around von den Miracles, I Heard It Through the Grapevine von Gladys Knight & the Pips, Money (That's What I Want) von Barrett Strong, My Guy von Mary Wells, Stubborn Kind of Fellow von Marvin Gaye, Uptight (Everything's Alright) von Stevie Wonder, sowie Songs der Four Tops.
Benjamin war berühmt dafür, zu spät zu Sessions zu erscheinen und sich originelle Ausreden einfallen zu lassen. Als er einmal von einem Motown-Produzenten schlafend an seinem Schlagzeug aufgefunden wurde, wachte er auf und begann auf dem Instrument zu spielen, während er „Papa-Zita, Papa-Zita, Papa-Zita“ rief. Das brachte ihm dann den Spitznamen „Papa Zita“ ein.
Ende der 1960er Jahre wurde Benjamin dann heroin- und alkoholsüchtig und starb am 20. April 1969 an einem Schlaganfall. 2003 wurde er in der Kategorie „Sidemen“ postum in die Rock and Roll Hall of Fame aufgenommen.
Der Rolling Stone listete Benjamin 2016 auf Rang elf der 100 größten Schlagzeuger aller Zeiten.